# Cathy la petite chenille
Cathy la petite chenille est un film d'animation hispano-mexicain, d'après une histoire de Sylvia Roche, produit par Fabian Arnaud en 1983.

## Synopsis
Cathy est une petite chenille différente des autres. Son désir de changer ainsi que découvrir le monde et ses richesses la pousse un jour à quitter son arbre. Guidée par l'Esprit de la Nature, elle partira à la rencontre de nouveaux personnages, affrontera de multiples dangers, toujours à la recherche de sa nouvelle apparence...

## Fiche technique
- Réalisateur : José Luis Moro, Santiago Moro
- Scénario : Steve Hulett, Peter Young.
- Musique : Nacho Mendez.
- Animation : MORO Studios.
- Illustration : Céline Cuvelier.
- Durée : 81 minutes, Couleur.
- Origine : Espagne/Mexique.
- Genre : Dessin animé.
- Espagne : 22 juillet 1983
- France : 27 juin 1984

## Distribution

### Voix françaises
- Amélie Morin : Cathy
- Laurence Badie : Gilbert
- Roger Carel : Ernest le caméléon, Ferdinand la grenouille
- Claude Nicot : Cheval
- Gérard Hernandez : Théodore le corbeau, Souris des villes, Le Chat
- Patrick Préjean : Théodule le corbeau, Abeille à lunettes
- Jane Val : Sœur de Cathy (avec un chapeau bleu)
- Annabelle Roux : Sœur de Cathy (avec un chapeau jaune)
- Évelyne Grandjean : Sœur de Cathy (avec un chapeau rouge), Reine des abeilles, Araignée
- Monique Thierry : Abeille 5344
- Julia Dancourt : Esprit de la nature